# Iwan Tukalo
Iwan Carmen Tukalo (Edimburgo, 5 de marzo de 1961) es un ex–jugador británico de rugby que se desempeñaba como wing.

## Selección nacional
Tukalo de padre ucraniano y madre italiana, fue convocado al XV del Cardo por primera vez, en febrero de 1985 para enfrentar al XV del Trébol y disputó su último partido en junio de 1992 ante los Wallabies. En total jugó 37 partidos y marcó quince tries (60 puntos por aquel entonces).

### Participaciones en Copas del Mundo
Disputó dos Copas del Mundo; Nueva Zelanda 1987 donde el XV del Cardo quedó eliminado en cuartos de final por los eventuales campeones; los All Blacks e Inglaterra 1991 donde los escoceses lograron su mejor participación en la historia del torneo; al obtener la cuarta posición. En total Tukalo jugó 10 partidos y marcó siete tries (28 puntos por aquel entonces).
| Mundial                       | Sede          | Resultado        | PJ | Tries |
| ----------------------------- | ------------- | ---------------- | -- | ----- |
| Copa Mundial de Rugby de 1987 | Nueva Zelanda | Cuartos de final | 4  | 3     |
| Copa Mundial de Rugby de 1991 | Inglaterra    | Cuartos de final | 6  | 4     |

## Palmarés
- Campeón del Torneo de las Seis Naciones de 1990 con Grand Slam.